# Episodi di The Good Wife (prima stagione)
La prima stagione della serie televisiva statunitense The Good Wife è andata in onda sul canale statunitense CBS dal 22 settembre 2009 al 25 maggio 2010, ottenendo un'audience media di 13 123 000 telespettatori, risultando così una delle serie tv più seguite della stagione televisiva statunitense.
La stagione viene trasmessa in lingua italiana sul canale svizzero RSI LA1 dal 3 marzo 2010 al 19 gennaio 2011, mentre in Italia è andata in onda dal 9 ottobre 2010 al 26 marzo 2011 su Rai Due.
| nº | Titolo originale | Titolo italiano      | Prima TV USA      | Prima TV Svizzera |
| -- | ---------------- | -------------------- | ----------------- | ----------------- |
| 1  | Pilot            | Una nuova vita       | 22 settembre 2009 | 3 marzo 2010      |
| 2  | Stripped         | Lo stupro            | 29 settembre 2009 | 10 marzo 2010     |
| 3  | Home             | Un figlio da salvare | 6 ottobre 2009    | 17 marzo 2010     |
| 4  | Fixed            | Il sospetto          | 13 ottobre 2009   | 24 marzo 2010     |
| 5  | Crash            | L'incidente          | 20 ottobre 2009   | 31 marzo 2010     |
| 6  | Conjugal         | La testimone         | 3 novembre 2009   | 7 aprile 2010     |
| 7  | Unorthodox       | Poco ortodosso       | 10 novembre 2009  | 14 aprile 2010    |
| 8  | Unprepared       | Tradimento           | 17 novembre 2009  | 21 aprile 2010    |
| 9  | Threesome        | Triangolo            | 24 novembre 2009  | 28 aprile 2010    |
| 10 | Lifeguard        | Una scelta difficile | 15 dicembre 2009  | 5 maggio 2010     |
| 11 | Infamy           | Infamia              | 5 gennaio 2010    | 12 maggio 2010    |
| 12 | Painkiller       | Overdose             | 12 gennaio 2010   | 19 maggio 2010    |
| 13 | Bad              | Relazioni pericolose | 2 febbraio 2010   | 26 maggio 2010    |
| 14 | Hi               | Preparativi          | 9 febbraio 2010   | 26 maggio 2010    |
| 15 | Bang             | Riscossa             | 2 marzo 2010      | 24 novembre 2010  |
| 16 | Fleas            | Twitter              | 9 marzo 2010      | 1º dicembre 2010  |
| 17 | Heart            | La vita in un attimo | 16 marzo 2010     | 8 dicembre 2010   |
| 18 | Doubt            | Ragionevole dubbio   | 6 aprile 2010     | 15 dicembre 2010  |
| 19 | Boom             | Boom                 | 27 aprile 2010    | 22 dicembre 2010  |
| 20 | Mock             | Buone azioni         | 4 maggio 2010     | 29 dicembre 2010  |
| 21 | Unplugged        | In bilico            | 11 maggio 2010    | 5 gennaio 2011    |
| 22 | Hybristophilia   | Uomini pericolosi    | 18 maggio 2010    | 12 gennaio 2011   |
| 23 | Running          | Scegliere            | 25 maggio 2010    | 19 gennaio 2011   |

## Una nuova vita
- Titolo originale: Pilot
- Diretto da: Charles McDougall
- Scritto da: Robert King e Michelle King

### Trama
Tornata al lavoro dopo lo scandalo per l'incarcerazione del marito, Alicia deve affrontare il suo primo caso: il riesame del processo ad una donna accusata di aver ucciso il suo ex marito, una sera in auto. Anche se lo studio le richiede di seguire la medesima strategia attuata nel primo processo, Alicia intuisce che alcune prove sono state celate e manomesse. Dopo una dura lotta ottiene l'assoluzione della propria cliente.
- Ascolti USA: 13 710 000 telespettatori[2].

## Lo stupro
- Titolo originale: Stripped
- Diretto da: Charles McDougall
- Scritto da: Robert King e Michelle King

### Trama
Alicia è impegnata in una causa civile che riguarda una violenza sessuale subita da una giovane prostituta ispanica durante un addio al celibato per opera di un personaggio molto noto ed influente. Precedentemente lo stesso caso di stupro non era stato perseguito penalmente dal procuratore distrettuale. Alicia non riesce però a vincere il caso di risarcimento, in quanto le prove con il DNA dello stupratore sono state contaminate in laboratorio. Ciononostante, la sua caparbietà convincerà il procuratore a riaprire le indagini e ad arrestare lo stupratore.
Nel frattempo qualcuno, che rimane anonimo, recapita a casa di Alicia un plico di foto ulteriormente compromettenti il marito. Le foto sono però ritirate dai figli.
- Ascolti USA: 13 690 000 telespettatori[3].

## Un figlio da salvare
- Titolo originale: Home
- Diretto da: Scott Ellis
- Scritto da: Dee Johnson

### Trama
Alicia segue la causa di un ragazzo, figlio di vecchi amici dell'ex quartiere, accusato di omicidio di primo grado.
Nonostante tra lei e la famiglia non corra buon sangue decide di seguire il giovane durante il processo chiedendo però che il compito principale venga assegnato ad un altro avvocato dello studio per evitare conflitti.
Diane Lockhart, uno dei soci dello studio legale, decide quindi di farla assistere dal giovane Cary Agos, suo diretto rivale.

## Il sospetto
- Titolo originale: Fixed
- Diretto da: Daniel Minahan
- Scritto da: Todd Ellis Kessler

### Trama
Si avvicina la data dell'appello di Peter e Alicia viene a sapere che sarà chiamata a deporre.
La protagonista segue la causa intentata contro una casa farmaceutica preparando i testimoni agli interrogatori della controparte.
Alicia è convinta che la difesa abbia corrotto uno dei giurati per avere un giudizio favorevole e decide quindi di mettersi al lavoro per trovare le prove; alla fine però rimarrà molto sorpresa.

## L'incidente
- Titolo originale: Crash
- Diretto da: Gloria Muzio
- Scritto da: Ted Humphrey

### Trama
Alicia segue una causa pro bono insieme a Will.
I due amici avranno solo pochi giorni per raccogliere elementi e formulare accuse ad una compagnia ferroviaria che ha archiviato il caso di un incidente dando la colpa ai macchinisti. Le mogli dei lavoratori rimasti uccisi si affideranno molto ad Alicia poiché è l'unica speranza che hanno per ottenere un risarcimento.

## La testimone
- Titolo originale: Conjugal
- Diretto da: Rod Holcomb
- Scritto da: Angela Amato Velez

### Trama
Alicia lavora ad un caso di ricorso da parte di un condannato alla pena di morte per omicidio.
La protagonista viene a sapere che il suo assistito è stato condannato durante gli anni in cui Peter era procuratore, così Kalinda decide di andare da Peter per chiedergli informazioni. Peter le dice però che non può parlare di vecchi casi durante il ricevimento parenti poiché sorvegliato. Alicia decide quindi di chiedere una visita coniugale, e quindi privata, per discutere il caso.

## Poco ortodosso
- Titolo originale: Unorthodox
- Diretto da: John Polson
- Scritto da: Robert King e Michelle King

### Trama
Alicia deve difendere la figlia e il genero di uno dei soci dello studio che da quando si sono sposati vivono in modo strettamente religioso.
I due sono accusati di non aver provveduto ad una riparazione necessaria a un cavo caduto dal traliccio di fronte alla loro abitazione, il quale ha causato la caduta di una donna che ora li ha citati in giudizio.

## Tradimento
- Titolo originale: Unprepared
- Diretto da: Jim McKay
- Scritto da: Corinne Brinkerhoff

### Trama
Una scienziata in procinto di partire con una borsa di studio è accusata di aver appiccato un incendio nel proprio laboratorio. Alicia seguirà la causa e riuscirà a smascherare il vero colpevole.
Zach e Grace, figli della protagonista continuano a ricevere misteriose buste contenenti foto e documenti riguardanti il padre. Il ragazzo decide così di posizionare una telecamera per smascherare il mittente; una volta individuato va dal padre per avvisarlo.
Nel frattempo Alicia sarà chiamata come testimone durante il processo d'appello del marito; durante la sua deposizione si accorge che anche suo figlio Zach è presente in aula.

## Triangolo
- Titolo originale: Threesome
- Diretto da: James Whitmore Jr.
- Scritto da: Ted Humphrey

### Trama
La squillo coinvolta nello scandalo del marito di Alicia va in televisione a presentare il suo libro e a raccontare particolari della sua relazione con Peter. Alicia è sconvolta e si reca dal marito per chiedergli di farla smettere.
Nel frattempo deve seguire la causa che vede imputato uno dei soci dello studio, Jonas Stern, accusato di aggressione ad un agente di polizia e di guida in stato d'ebrezza; i due dopo alcune incomprensioni riusciranno a risolvere il caso.

## Una scelta difficile
- Titolo originale: Lifeguard
- Diretto da: Paris Barclay
- Scritto da: Tom Smuts

### Trama
A Diane viene offerta l'opportunità di diventare giudice, il che significherebbe però rinunciare alla sua parte nello studio che porta anche il suo nome. Intanto Alicia avrà come assistito un ragazzino che per difendersi da alcuni compagni ha lanciato un pesante libro colpendo un ragazzo. Al processo la protagonista si accorda con l'avvocato dell'accusa, ma il giudice ribalta tutto e decide di mandare in riformatorio il ragazzino. A quel punto Alicia indaga e scopre che c'è qualcosa che non va: sembra che le decisioni del giudice varino a seconda del colore della pelle degli imputati. L'intervento di Will, migliore amico del giudice, porterà alla luce la verità nascosta.

## Infamia
- Titolo originale: Infamy
- Diretto da: Nelson McCormick
- Scritto da: Todd Ellis Kessler

### Trama
Lo studio affida ad Alicia il suo primo caso di divorzio: protagonista delle causa è la moglie del successore di Peter, il nuovo procuratore di stato. La donna minaccia il marito di rivelare ciò che ha visto nel suo computer relativo al caso di Florrick.
Alicia scoprirà quindi qualcosa sull'incriminazione del marito, che servirà alla sua difesa.
Nel frattempo gli altri avvocati seguono il caso di un presentatore televisivo; l'avvocato di questi nutrirà spiccato interesse per Will.

## Overdose
- Titolo originale: Painkiller
- Diretto da: Steve Shill
- Scritto da: Corinne Brinkerhoff

### Trama
Will chiede alla sua protetta di occuparsi del caso di un giovane sportivo, morto per overdose.
Alicia seguirà la difesa del medico che ha prescritto i medicinali al ragazzo poiché l'ospedale è cliente dello studio legale.
La protagonista avrà l'aiuto determinante della fedele investigatrice Kalinda Sharma e del giovane avvocato Cary Agos.
Nel frattempo il procuratore di stato, preoccupato per le rivelazioni fatte dalla moglie ad Alicia, chiede proprio a Kalinda di lavorare per lui contro Florrick; la ragazza, che aveva lavorato precedentemente con Peter, ha un incontro in prigione con l'ex capo, marito di Alicia, e il suo avvocato. L'investigatrice riceverà la proposta di lavorare su due fronti in gran segreto.

## Relazioni pericolose
- Titolo originale: Bad
- Diretto da: Alex Zakrzewski
- Scritto da: Ted Humphrey

### Trama
Alicia difende nella causa civile un cliente che ritiene colpevole di aver ucciso la moglie, ma che è stato assolto nel processo penale. Il corpo della donna assassinata viene ritrovato sepolto nella fattoria della figlia, che viene arrestata. Ad Alicia però resta il dubbio che sia stato il suo cliente ad incastrare la figliastra. Intanto in tribunale continua la battaglia tra la procura che vuole dimostrare a tutti i costi la colpevolezza di Peter e i difensori che vogliono convincere il giudice che l'unica debolezza di Peter è stata quella di andare con una squillo.

## Preparativi
- Titolo originale: Hi
- Diretto da: John Gallagher
- Scritto da: Robert King, Michelle King e Barry Schkolnick

### Trama
Lo studio deve difendere il marito di una cliente trattenuto per l'omicidio della baby-sitter. Alla fine sarà Kalinda ad assicurare alla giustizia il vero colpevole. Intanto grazie alla testimonianza di Kalinda, che conosce segreti inconfessabili sul giudice, Peter ottiene finalmente un nuovo processo e viene rilasciato, potendo così tornare a casa dalla sua famiglia.

## Riscossa
- Titolo originale: Bang
- Diretto da: Rod Holcomb
- Scritto da: Courtney Kemp Agboh

### Trama
Alicia stavolta deve difendere un cliente accusato di avere ucciso un uomo che ha truffato lui e molte altre persone. Nonostante ci siano testimoni che affermano di averlo visto, gli avvocati riescono a dimostrare la sua innocenza anche grazie a un perito esperto di armi. Peter può tornare a casa con il braccialetto elettronico alla caviglia. Suo figlio gli rivela che qualcuno aveva lasciato delle foto compromettenti davanti alla porta. Nella squadra di Peter entra un certo Eli Gold.

## Twitter
- Titolo originale: Fleas
- Diretto da: Rosemary Rodriguez
- Scritto da: Amanda Segel

### Trama
Lo studio legale si trova a difendere un avvocato accusato di complicità nell'omicidio di una testimone nel processo ad un narcotrafficante. Il procuratore federale lo accusa di avere mostrato al suo cliente la lista dei testimoni, tra cui vi era appunto il nome della ragazza poi uccisa. Durante il processo si scoprirà che il procuratore era sentimentalmente legato alla testimone assassinata. Diane e Will, dopo avere tentato invano di acquisire il narcotrafficante come cliente, decidono di trovare un nuovo socio per la sopravvivenza dello studio. Eli Gold comunica alla famiglia Florrick che su Twitter qualcuno di molto vicino a loro e molto bene informato sta parlando male di loro. Si scoprirà che si tratta di Becca, l’amica di Zack. Peter si dimostra geloso nei confronti di Alicia, temendo che la moglie abbia una relazione con Will.

## La vita in un attimo
- Titolo originale: Heart
- Diretto da: Félix Alcalá
- Scritto da: Corinne Brinkerhoff

### Trama
In un’aula di tribunale allestita per l’occasione in ospedale, si tiene un’udienza per decidere se una compagnia di assicurazioni possa o meno rifiutarsi di pagare per un intervento al cuore su un feto nel grembo materno. Will ed Alicia difendono le ragioni dei futuri genitori, ma il giudice decide in favore della compagnia. Alicia cerca di confortare Will e in tale frangente i due si baciano. Grazie ad una intercettazione illegale posta in essere da Kalinda, in via stragiudiziale, Will riesce ad ottenere che la compagnia paghi per l’intervento salvavita, grazie anche all'aiuto indiretto di Peter, a cui Will si era rivolto. Dopo essere stata sul punto di tradire il marito, Alicia torna a casa e fa l’amore con Peter, ma in seguito continuerà a non voler dormire con lui.

## Ragionevole dubbio
- Titolo originale: Doubt
- Diretto da: Félix Alcalá
- Scritto da: Robert King, Michelle King e Barry Schkolnick

### Trama
Una giuria è chiamata a decidere su un caso di omicidio di una studentessa dopo un rapporto a tre tra lei, un ragazzo ed un’altra ragazza, quest’ultima accusata di essere l’assassina. Gli indizi sono contraddittori e la giuria è divisa. Will, Cary ed Alicia difendono la ragazza convinti della sua innocenza, ma il perito balistico che consultano e che Diane aveva conosciuto in un caso precedente rifiuta di testimoniare perché al contrario la ritiene colpevole. Kalinda scopre che la vittima ed il ragazzo sono responsabili di diversi furti avvenuti nel campus ed alla fine il perito balistico, che nel frattempo ha incontrato Diane, si ricrede e testimonia a favore della ragazza accusata sostenendo che la vittima si è sparata da sola accidentalmente durante un tentativo di furto. Will e l’avvocato dell’accusa in aula si scambiano alcuni colpi bassi e l’accusa sostiene che il perito balistico sia stato corrotto da Diane con dei favori. Alla fine, proprio quando la giuria aveva ormai deciso per l’assoluzione, il giudice comunica ai giurati che le parti hanno concordato un patteggiamento ed una pena di dieci anni per omicidio di secondo grado.

## Boom
- Titolo originale: Boom
- Diretto da: Lesli Linka Glatter
- Scritto da: Ted Humphrey

## Buone azioni
- Titolo originale: Mock
- Diretto da: Rod Holcomb
- Scritto da: Todd Ellis Kessler

## In bilico
- Titolo originale: Unplugged
- Diretto da: Christopher Misiano
- Scritto da: Karen Hall

## Uomini pericolosi
- Titolo originale: Hybristophilia
- Diretto da: Frederick E. O. Toye
- Scritto da: Frank Pierson

## Scegliere
- Titolo originale: Running
- Diretto da: James Whitmore Jr.
- Scritto da: Robert King, Michelle King e Corinne Brinkerhoff